# Curry

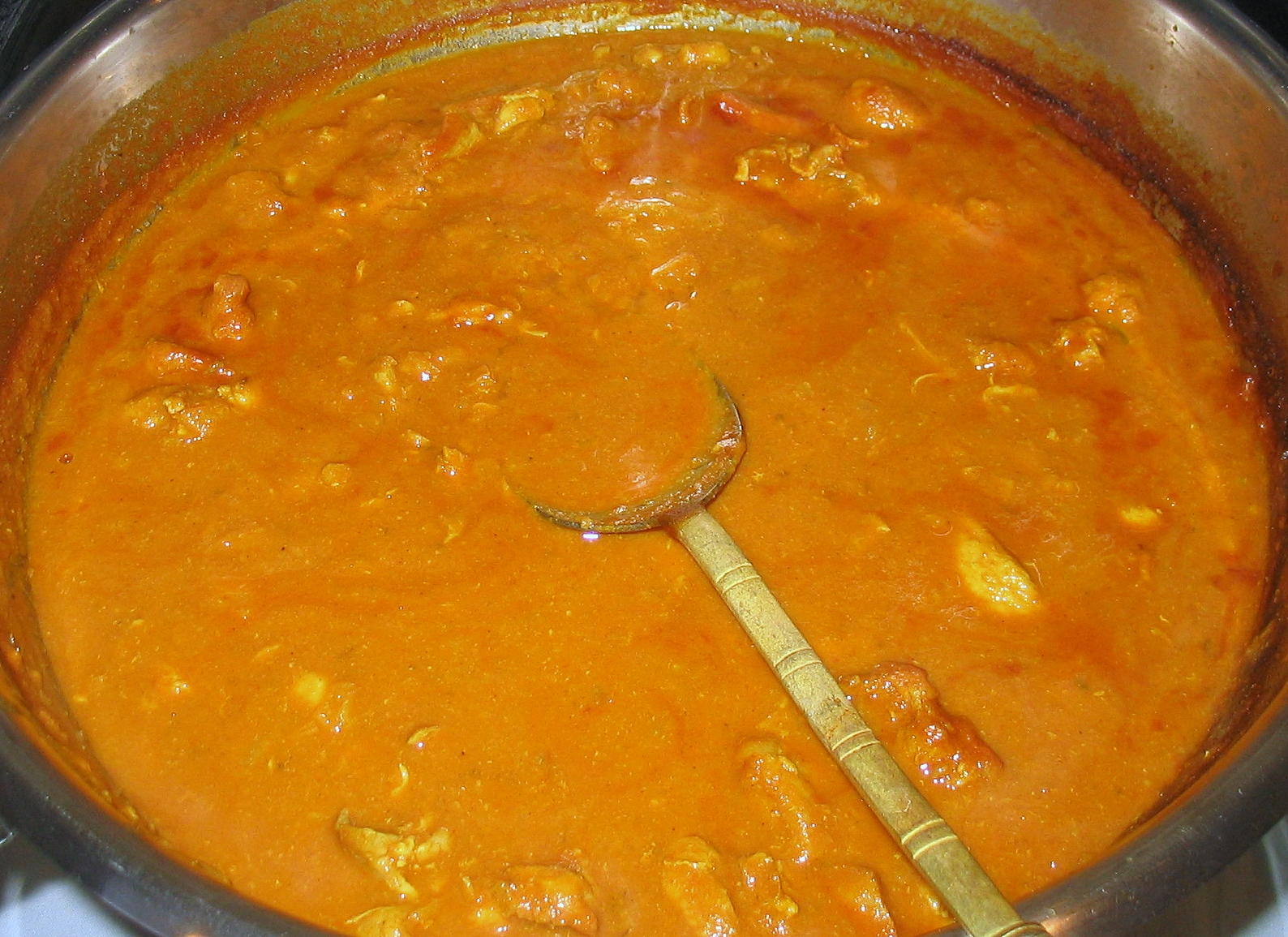
Curry z kurczaka

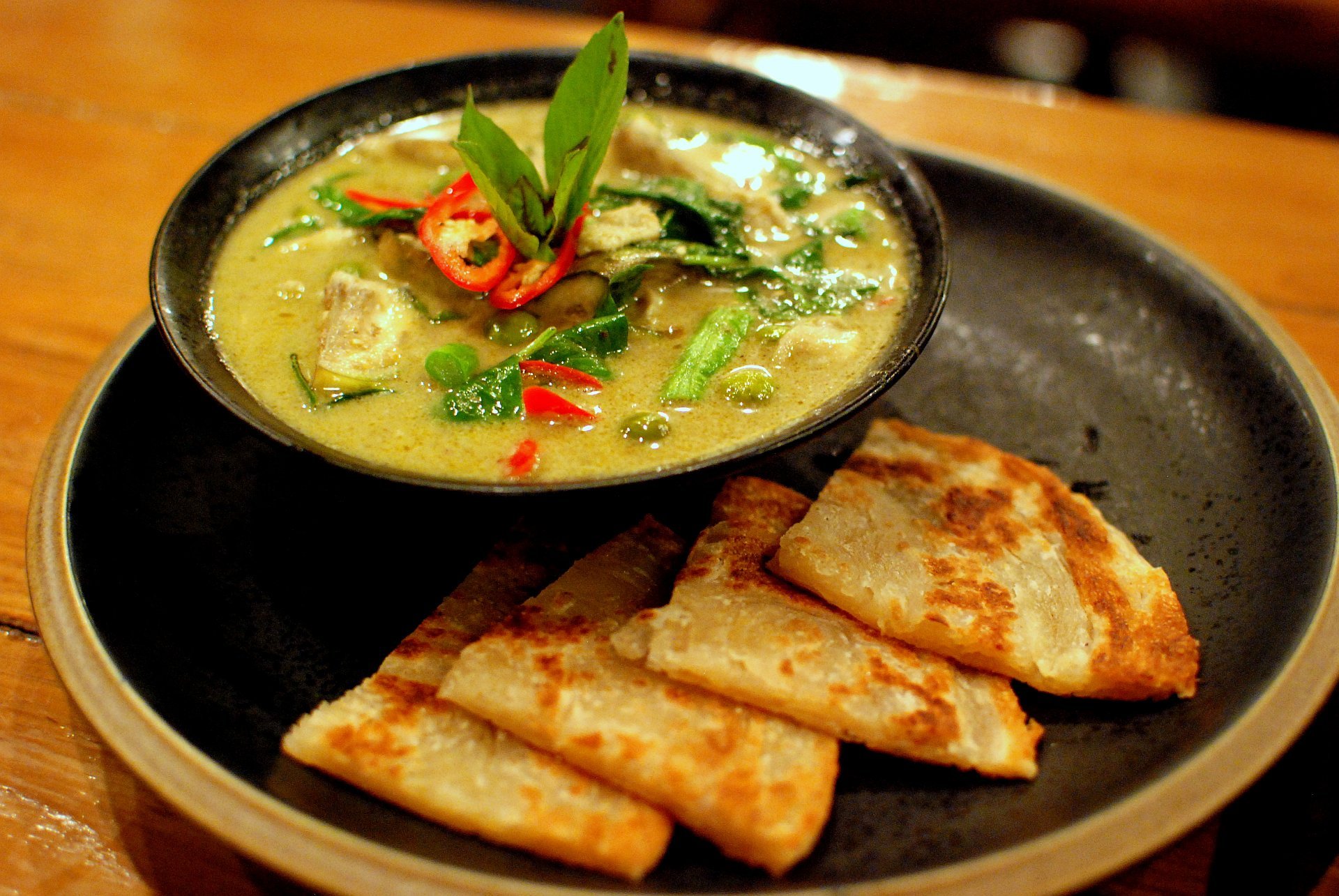
Tajskie zielone curry

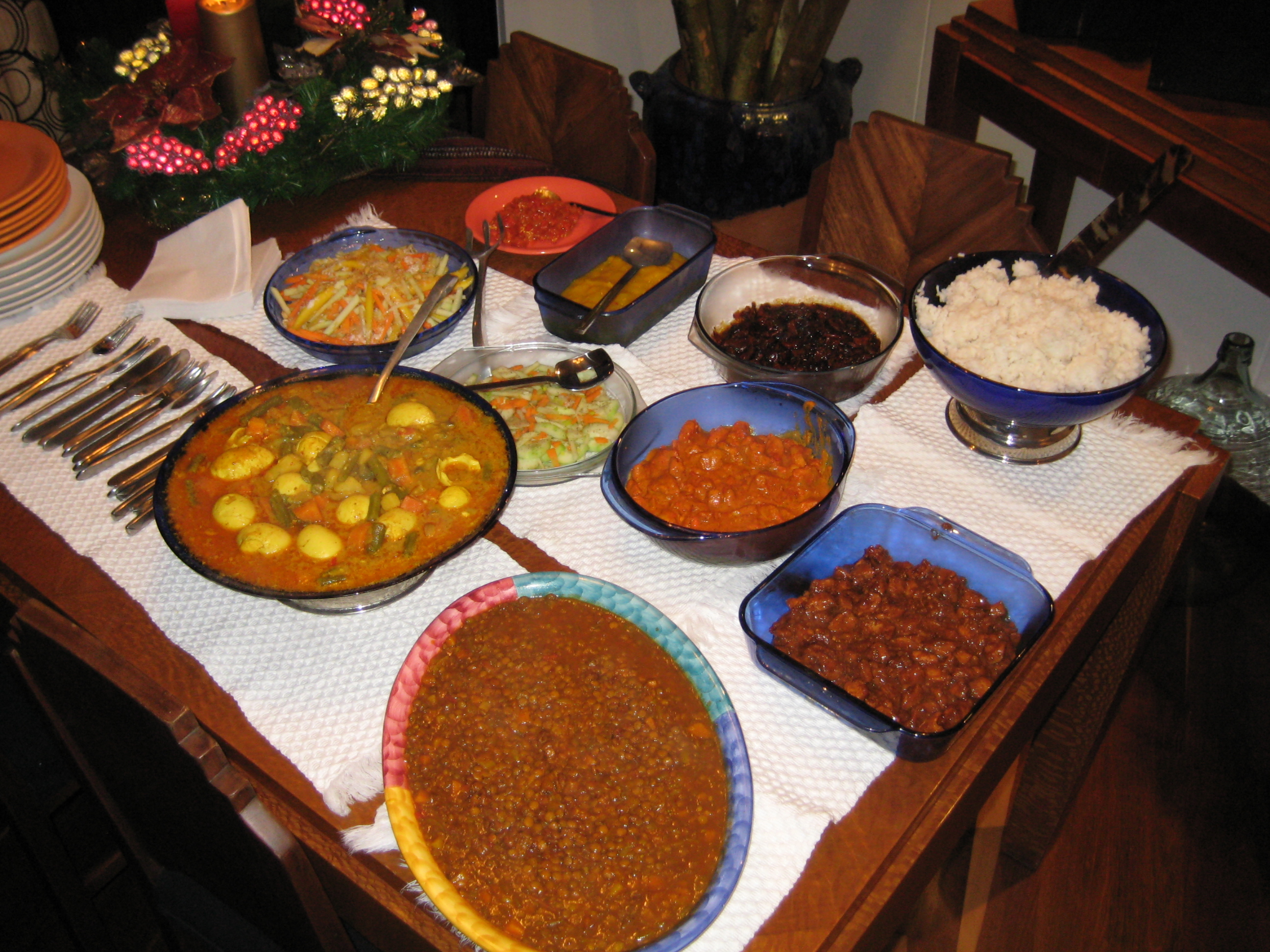
Różne rodzaje curry

Curry (wym. kary) a. kari – nazwa sposobu przyrządzenia potraw w kuchni indyjskiej. Curry to warzywa, ser, ryby, mięso lub inne składniki dania głównego w sosie.

## Pochodzenie
Nazwa pochodzi od tamilskiego கறி kari, dosłownie „sos”. Sama potrawa jest znana pod tą nazwą w wielu krajach południowo-wschodniej Azji. Istnieje nawet adaptowane do japońskich upodobań kare raisu – curry z ryżem. Na Zachodzie nazwa „curry” kojarzy się bardziej z gotową mieszanką odpowiednich przypraw sproszkowanych (proszek curry, angielskie curry powder), niekiedy zmieszanych z olejem lub ghi (pasta curry, angielskie curry paste). Zwyczaj mielenia przypraw „na zapas” został wprowadzony przez brytyjskich kolonizatorów, wracających z Indii do kraju w XVIII wieku. Do niedawna był niemal niespotykany w samych Indiach.

## Odmiany
Istnieje wiele odmian curry, różnicę w smaku zawdzięczając odpowiedniemu doborowi kompozycji przypraw, tzw. masali, przyrządzanej na bieżąco, ucieranej za każdym razem w moździerzu ze świeżych składników.
Dobór składników zależy od samej potrawy, od regionu, z jakiego mieszkanka/mieszkaniec pochodzi, oraz osobistych upodobań wytwórcy, jednak najczęściej spotykanymi są:
- kurkuma
- imbir
- pieprz czarny
- sól
- kolendra
- kmin rzymski
- gorczyca czarna
- chili

Możliwe inne:
- cynamon
- czosnek pospolity
- gałka muszkatołowa
- goździki
- kardamon
- szalotka

Nie ma ściśle ustalonych proporcji przypraw. Jeżeli chodzi o gotowe mieszanki dostępne w handlu, wybór jest znacznie bardziej ograniczony. Wyróżnia się m.in. następujące:
- curry indyjskie, łagodniejsze w smaku, barwa, w zależności od proporcji składników:
  - żółte
  - czerwone
- curry ze Sri Lanki, ostrzejsze w smaku, przyprawy przed zmieszaniem są palone i prażone, dlatego przyprawa ma barwę ciemnobrązową

Proszek curry jest bardzo wrażliwy na wilgoć i światło, dlatego zaleca się przechowywanie w szczelnie zamkniętych pojemnikach w zaciemnionym miejscu.